# Herritslev Sogn
Herritslev Sogn 
ist eine Kirchspielsgemeinde (dän.: Sogn)
auf der Insel Lolland im südlichen Dänemark.
Bis 1970 gehörte sie zur Harde Musse Herred im damaligen Maribo Amt, danach zur Nysted Kommune im Storstrøms Amt, die im Zuge der  Kommunalreform zum 1. Januar 2007 in der Guldborgsund Kommune in der Region Sjælland aufgegangen ist.
Im Kirchspiel leben 397 Einwohner (Stand: 1. Januar 2023).

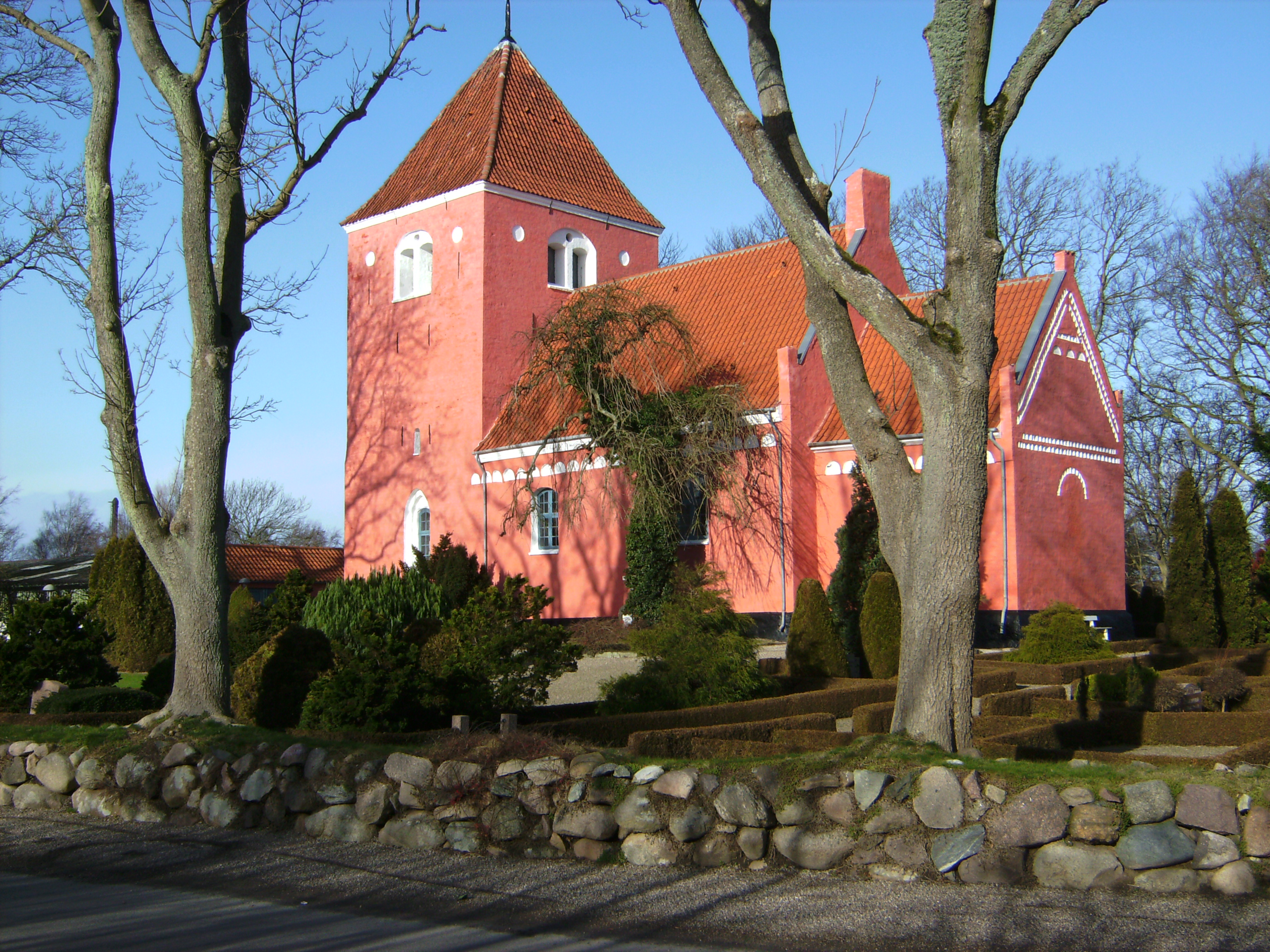
Herritslev Kirke

Im Kirchspiel liegt die Kirche „Herritslev Kirke“.
Nachbargemeinden sind im Westen Øster Ulslev Sogn, im Nordwesten Godsted Sogn, im Norden Musse Sogn und im Osten Bregninge Sogn und Nysted-Vantore Sogn.